# Флаг Восточного Дегунина
Флаг внутригородского муниципального образования Восто́чное Дегу́нино в Северном административном округе города Москвы Российской Федерации.

## Описание
«Флаг муниципального образования Восточное Дегунино представляет собой двустороннее, прямоугольное полотнище с соотношением сторон 2:3.
Полотнище диагонально разделено на прилегающее к древку зелёное и жёлтое поля, фигурным делением в виде трёх листьев земляники из верхнего угла, прилегающего к древку. Изображения всех листьев земляники вписываются в условный прямоугольник, габаритные размеры которого составляют 5/12 длины и 4/5 ширины полотнища флага».

## Обоснование символики
Жёлтое поле, обозначая один из цветов пламени, символизирует название муниципального образования. По наиболее распространённой версии, название «Дегунино» появилось как память о необычной чёрной, выжженной земле, «дегуне», на которой возникло первое поселение в этой местности.
Зелёное поле символизирует расположение на территории муниципального образования дачных мест в конце XIX — начале XX века.
Листья земляники напоминают о её выращивании на севере Москвы в 1920-е годы, а также служат символом относительно молодой истории местности.